# Vacquiers
Vacquiers – miejscowość i gmina we Francji, w regionie Oksytania, w departamencie Górna Garonna.
Według danych na rok 1990 gminę zamieszkiwało 916 osób, a gęstość zaludnienia wynosiła 47 osób/km² (wśród 3020 gmin regionu Midi-Pireneje Vacquiers plasuje się na 364. miejscu pod względem liczby ludności, natomiast pod względem powierzchni na miejscu 572.).

## Zabytki

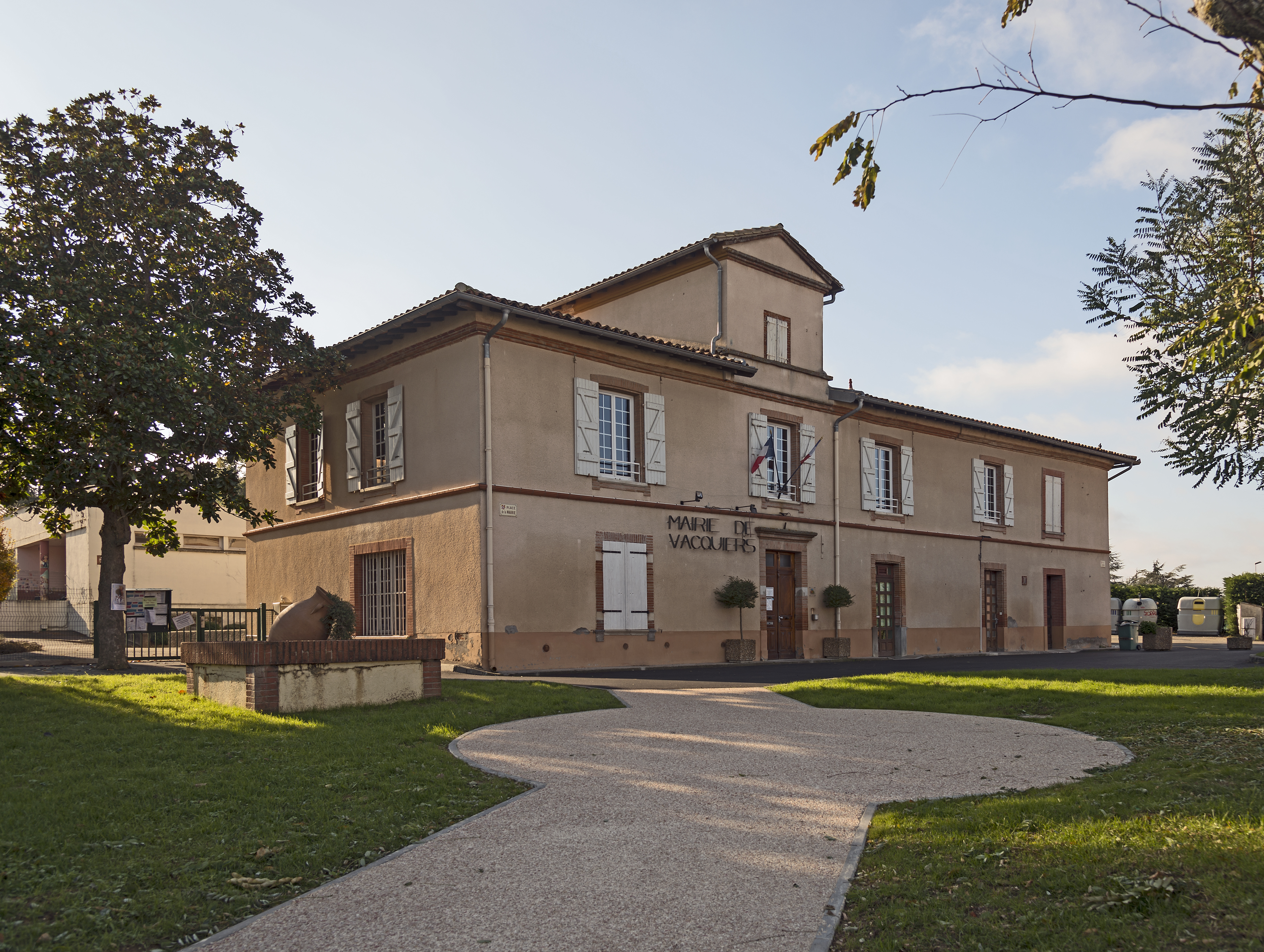
Ratusz
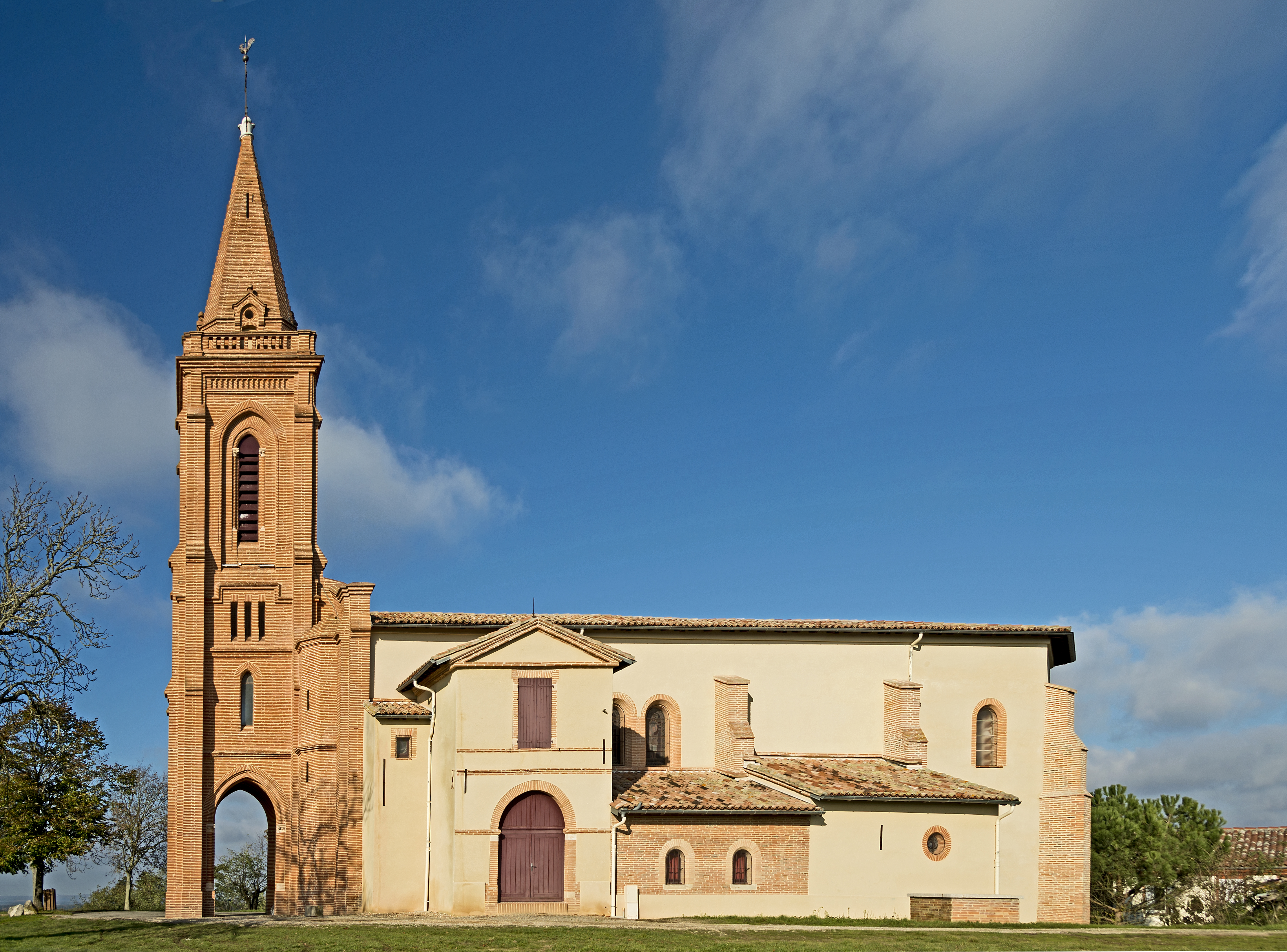
Kościół
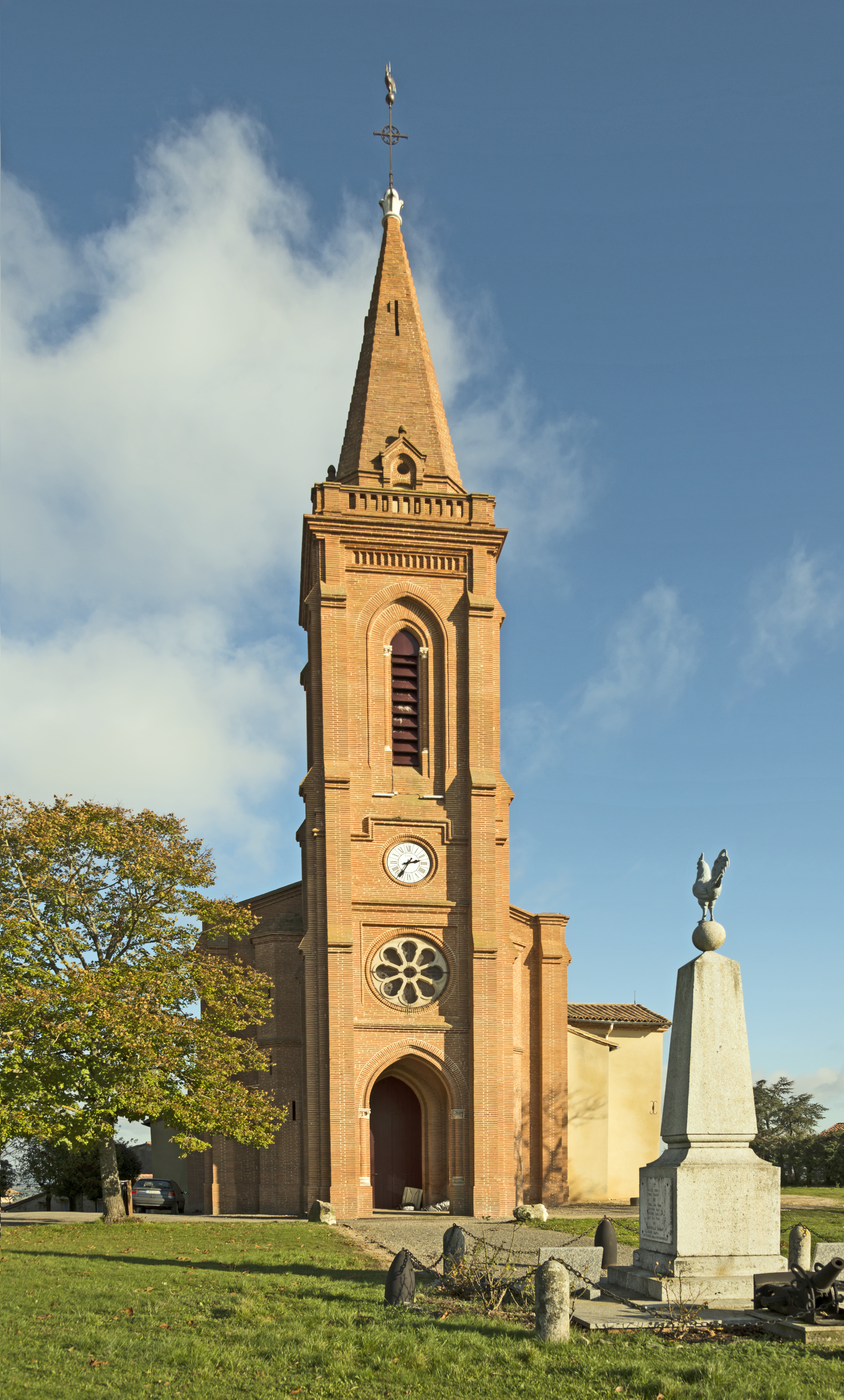